# François Solano
Pour les articles homonymes, voir Saint François.
Francisco Sánchez-Solano Jiménez, dit en français François Solano, était un missionnaire espagnol de l'ordre des Frères mineurs, né à Montilla (Espagne) le 10 ou le 16 mars 1549 et décédé le 14 juillet 1610 à Lima (Pérou). Saint catholique, il est fêté le 14 juillet.

## Biographie
Né en Espagne près de Cordoue, François Solano rejoignit les Frères mineurs à la fin de l'adolescence et passa plusieurs années au couvent de San Lorenzo de Montilla. Il fit profession simple le 25 avril 1570 dans un esprit d'abnégation correspondant à son modèle, François d'Assise. 
Puis, il quitta Montilla et s'installa au couvent de Nuestra Señora de Loreto, près de Séville, où il alterna l'étude des sciences sacrées avec la prière et la pénitence. Il choisit de vivre dans la cellule la plus petite et la plus inconfortable du couvent, près du chœur, où il passait une grande partie de son temps. Le 4 octobre, il y fut ordonné prêtre.
Les supérieurs de l'ordre l'envoyèrent au couvent d'Arruzafa, près de Cordoue, pour y exercer la fonction de maître des novices. En 1581, il s'installa à San Francisco del Monte, un monastère reculé des landes de la sierra Morena. Mais lorsque la peste décima les habitants de Montoro, il alla secourir les malades. Il exerça durant trois ans la fonction de gardien du monastère. 
Enfin, il fut envoyé au couvent de San Luis de la Zubia, dans la plaine fertile de Grenade. Lorsque le prêtre commissaire Baltasar Navarro y vint pour recruter des missionnaires, François Solano accepta, et c'est ainsi qu'il quitta le sol espagnol pour l'Amérique du Sud, en grande partie colonisée, où il restera plus de vingt ans.
En 1588, il s'embarqua pour le Pérou puis se rendit auprès des Indiens des régions reculées du Tucumán dans le nord-ouest argentin et du Chaco paraguayen. Tout en évangélisant, il apprit plusieurs langues autochtones et développa de bonnes relations avec les populations de ces régions jusqu'à sa mort en 1610. Il s'aida également dans sa 
fonction du chant, du violon et de la guitare et accessoirement de la danse.

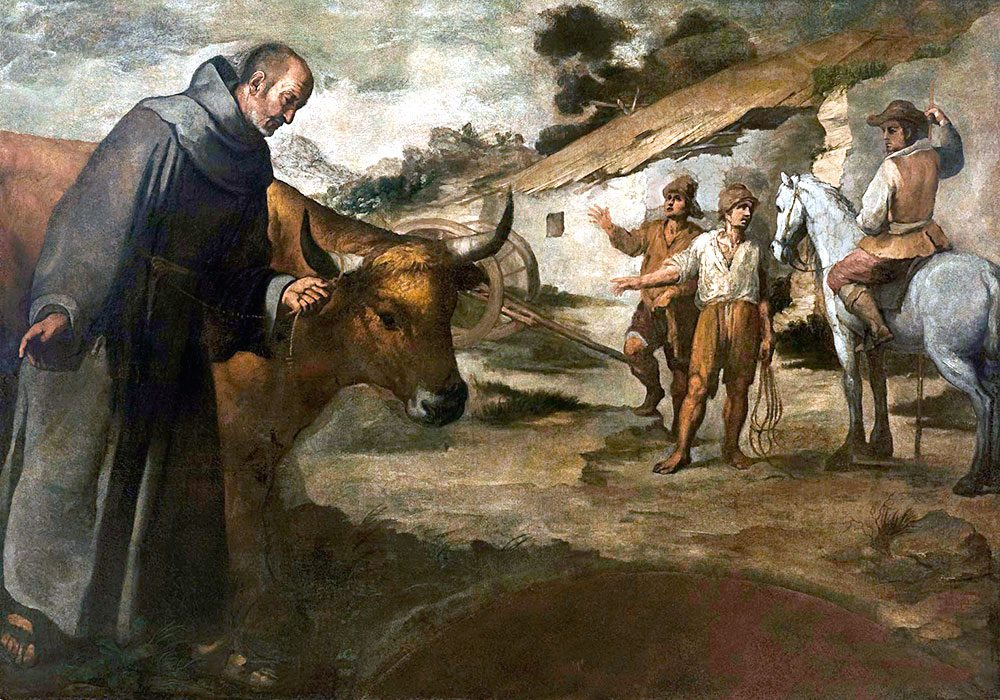
Saint François Solano et le taureau, de Murillo (1645), collection de l'alcazar de Séville.

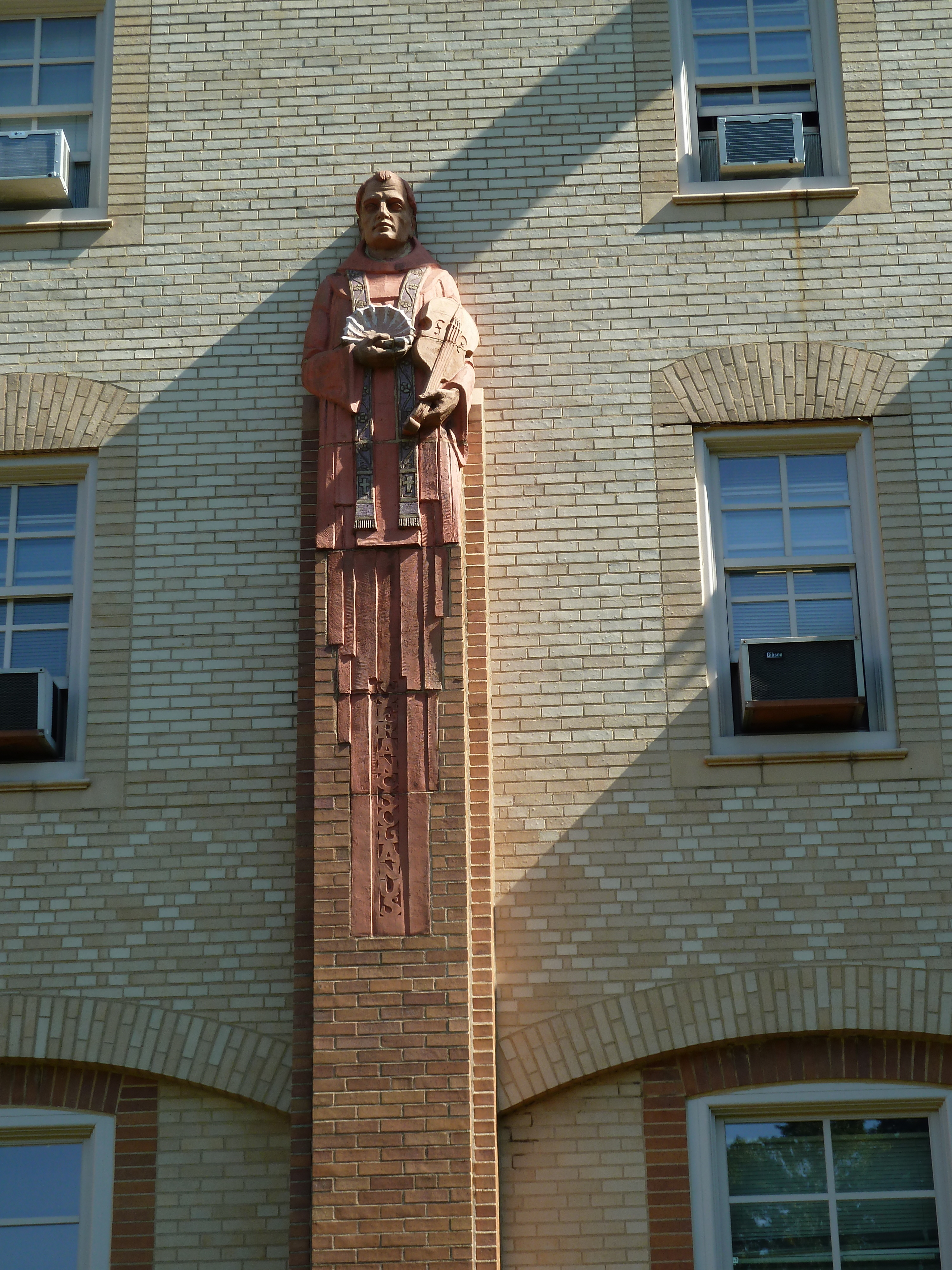
Représentation de François Solano avec son violon et une coquille Saint-Jacques, symbole du baptême, à l'école de théologie de l'université Howard, Washington, D.C., États-Unis.

Lors d'une corrida dans la ville de San Miguel, un taureau sortit de son enclos et commença à semer l'affolement des habitants par son agitation. Quand il s'approcha de François Solano, il s'apaisa et se contenta de lui lécher les mains avant de se laisser ramener par lui dans le corral. 
Sur ordre de ses supérieurs, il passa ses dernières années dans la ville de Lima en continuant de prêcher et en cherchant à convertir les pécheurs.
Il aurait prédit le tremblement de terre de Trujillo, survenu neuf ans après sa mort, ainsi que son propre décès. Il a été béatifié en 1675 et canonisé en 1726.

### Articles liés
- Rose de Lima
- Martin de Porrès
- Jean Macias
- Turibe de Mogrovejo